# Bobosaurus
Bobosaurus es un género extinto de reptil marino sauropterigio relacionado con los plesiosaurios. Se basa en el holotipo MFSN 27285, un esqueleto parcial hallado en estratos de principios del Carniense (inicios del Triásico Superior) en la Formación Rio del Lago, al noreste de Italia. Bobosaurus fue nombrado en 2006 por Fabio M. Dalla Vecchia y la especie tipo es B. forojuliensis. Puede haber sido un pistosáurido, o estar relacionado con Plesiosauria. Un análisis cladístico realizado en 2011 determinó que era un pistosaurio.